# Lamplughsaura
Lamplughsaura (лат.) — род ящеротазовых динозавров из нижней юры Индии. Типовой и единственный вид — Lamplughsaura dharmaramensis. Принадлежит к базальным завроподам либо завроподморфам.

## История изучения
Новые вид и род описаны в 2007 году группой учёных на основе почти полного скелета и четырех частичных скелетов. Род назван в честь Памелы Ламплугх, основателя Индийского Статистического Института. Видовое название типового вида дано по формации Дхармарам, относящейся к синемурскому ярусу, в которой окаменелости были найдены в 1960-х годах около деревни Кришнапур (79°32', 19°15'), в южном штате Андхра-Прадеш (Индия).

## Описание
Lamplughsaura известен по нескольким частичным скелетам крупных особей, чья длина оценивается в 10 метров, масса — в две тонны. 
Голотип ISI R257 состоит из почти полного скелета молодого животного без черепа. Остальные скелеты — это образцы ISI R258, ISI R259, ISI R260 и ISI R261.
Lamplughsaura была относительно небольшим животным для представителя Sauropodomorpha. По морфологии он очень напоминал представителей Prosauropoda, хотя с относительно более длинными конечностями и гораздо более тяжелым телосложением. Он также был настоящим четвероногим другом, в отличие от настоящих прозавропод, и его руки были сильными и длинными. Коготь большого пальца животного был прямым и не согнутым.
Никаких аутапоморфий не было указано, уникальные производные свойства, но уникальная комбинация характеристик, которые не являются уникальными сами по себе. Зубы не имеют или имеют несколько больших зубов на передней режущей кромке. Задняя режущая кромка имеет поразительный впуск на виде сбоку. Задние шейные позвонки имеют выпячивания позвоночника с вертикальной сухожильной бороздкой спереди и сзади, в то время как их верхняя часть расширена в поперечном направлении. В хвостовых позвонках выпячивания позвоночника короче боковых выступов, поэтому они исчезают раньше при переходе к заднему хвосту. Передние хвостовые позвонки имеют выпячивания позвоночника с наклонно направленной вверх дорожкой на передней кромке; в обратном направлении в серии это сводится к яркой проекции. Нисходящая костная стенка задней части нижней голени покрывает две трети ширины поперек скакательного сустава. Коготь дюны имеет основную форму, постепенно сужаясь без заметной кривизны или режущей кромки.
Материал также включает кусочки черепа, показывающие, что череп был около 27 сантиметров в длину и крепко сложен. В нижней челюсти было 21 зуб (основная характеристика) и четыре в предчелюстной кости. Зубы в форме ложки, уплощённые. Шейные позвонки имеют длину от семи до девяти сантиметров.